# Incognito (album No Use for a Name)
Incognito to pierwszy, długogrający album punkrockowego zespołu No Use for a Name. Wydany został w roku 1990 nakładem wytwórni New Red Archives. Doczekał się jednak reedycji w barwach Fat Wreck Chords 23 października 2001 roku. Producentem tej płyty jest Brett Gurewitz - muzyk Bad Religion i założyciel wytwórni Epitaph

## Lista utworów
1. "DMV" – 3:08
2. "Sign The Bill" – 2:08
3. "It Won't Happen Again" – 4:10
4. "Hail To The King" – 1:51
5. "Weirdo" – 2:37
6. "Truth Hits Everybody" (utwór zespołu The Police) – 2:44
7. "Felix" – 2:23
8. "Noitall" – 2:20
9. "I Detest" – 2:13
10. "Puppet Show" – 3:20
11. "Record Thieves" – 2:49
12. "Power Bitch" – 4:04

## Skład zespołu
- Tony Sly - gitara, wokal, chórki
- Steve Papoutsis - gitara basowa, wokal, chórki
- Rory Koff - perkusja, chórki